# La Route du succès
La Route du succès est un livre écrit en 1922 par Robert Baden-Powell sous le titre original Rovering to Success. C'est un guide de vie écrit et illustré par Robert Baden-Powell et publié en deux éditions à partir de juin 1922 comme manuel pour le programme Rovers de la Boy Scouts Association qui avait été lancé en novembre 1919,.
Le livre expose une philosophie de vie dans le monde adulte plutôt qu'un manuel d'instructions. Il est écrit dans le style des conseils d'un père ou d'un oncle. Le thème du livre est tiré de la chanson populaire du XIXe siècle « Ne vous asseyez jamais avec une larme ou un froncement de sourcils, mais pagayez dans votre propre canoë », qui a été écrite par la poétesse américaine Sarah T. Bolton en 1850 mais dont l'auteur n'est pas attribué.

## Résumé
Les chapitres sont :
- Comment être heureux tout en étant riche – ou pauvre , offrant un aperçu des idées de Baden-Powell pour mener une vie heureuse et épanouie, avec de nombreuses références à lui-même et à sa carrière militaire mélangées de manière éclectique à des citations désinvoltes de personnalités aussi diverses qu'Abraham Lincoln , Mark Twain et Tennyson .
- « Les rochers sur lesquels vous risquez de vous cogner » (en pagayant dans votre propre canoë) :

- I. Chevaux , qui traite du jeu.
- II. Le vin , sur les dangers de l'alcool.
- III. Les femmes , qui tente une éducation sexuelle très basique, ce qui était rare à l'époque mais qui est chargé de notions victoriennes de pureté raciale et d'abstinence et qui qualifie de manière dénigrante les femmes de « bosses » et catégorise les femmes comme bonnes et mauvaises.
- IV. Cuckoos and Humbugs, qui met en garde contre l'extrémisme politique et, tout en encourageant le service au sein des partis établis (le frère de Baden-Powell, George Baden-Powell , avait été député conservateur ), encourage également l'acceptation.
- V. Irreligion , dans lequel Baden-Powell prône le panthéisme et l'éthique morale plutôt que les écritures et la théologie et soutient que la compréhension de Dieu peut être trouvée à travers l'étude de la nature et l'aide aux autres et inclut une citation du Coran .

- Rovering – the Goal of the Rover Brotherhood , qui explique le but et la structure des Rovers et donne un large éventail de suggestions d'activités et de projets de service que les Rovers pourraient entreprendre. Le livre se termine avec les deux derniers versets (intervertis dans l'ordre) de « The Call of the Wild » de « Songs of a Sourdough » de Robert W. Service , et le message : « Le bonheur est à vous si seulement vous pagayez correctement dans votre canoë. De tout mon cœur, je vous souhaite du succès, et le souhait des scouts – BON CAMPING ! »